# La veritat sobre la dictadura de Franco
 La veritat sobre la dictadura de Franco (originalment en alemany, Die Wahrheit über Franco: Spaniens vergessene Diktatur és una sèrie de televisió documental alemanya del 2017. En ella s'hi narra a través d'una àmplia investigació detallada, el turbulent règim del dictador Francisco Franco al llarg de diverses dècades.
L'obra fou publicada per primera vegada el 14 de novembre de 2017 al canal alemany ZDF i, posteriorment, a Netflix l'octubre de 2020. El febrer de 2022 va estrenar-se el doblatge en català al canal 33.

## Argument
Durant quasi quatre dècades el dictador Francisco Franco va governar Espanya. I més de quaranta anys després del final del règim, encara hi ha molts secrets sobre el Generalíssim. Al llarg dels episodis de la sèrie documental es descriurà com Franco va arribar al poder en una cruenta guerra civil, s'analitzarà com Franco va protagonitzar el capítol més fosc de la història espanyola recent amb "mà de ferro", com el mateix Franco es va donar el títol de "Caudillo de España", i com els seus seguidors construirien la figura de l'heroi de guerra, l'home de família, i com en realitat imposà un règim assassí de masses que tindria els seus propis rituals de poder. També s'explica com es donà llum a la remodelació de cartes de la política mundial al final de la Segona Guerra Mundial, i com els aliats van fer una distinció entre amics i enemics de la democràcia, fent molt crítica la situació de Franco, però com aquest també aconseguí certs èxits en política exterior i obrí noves perspectives per a Espanya a mitjan anys cinquanta i com el dictador va estabilitzar el seu poder.
A la sèrie també es parlen de temes com el qüestionament de la paternitat de la filla del dictador, Carmen Franco, i l'indispensable suport del dictador nazi Adolf Hitler per iniciar la Guerra Civil espanyola i la mort de militars que es van oposar al cop d'Estat franquista.

## Episodis
| Núm. total | Núm. de la temporada | Títol                 | Direcció         | Data d'emissió original |
| --- | -------------------- | --------------------- | ---------------- | ----------------------- |
| 1 | 1                    | «L'arribada al poder» | Sense determinar | 14 de novembre de 2017  |
| Espanya està assetjada per la tirania del governant feixista Francisco Franco, un dels dictadors més brutals que Europa hagi vist mai.                                     |                      |                       |                  |                         |
| 2 | 2                    | «El nou règim»        | Sense determinar | 14 de novembre de 2017  |
| Franco es nomena el "Caudillo de España" (líder sobirà) i trasllada la seva família al Palau Reial d'El Pardo.                                                             |                      |                       |                  |                         |
| 3 | 3                    | «L'hora zero»         | Sense determinar | 14 de novembre de 2017  |
| Acaba la Segona Guerra Mundial i les forces aliades prenen decisions definitives entre els defensors i detractors de la democràcia.                                        |                      |                       |                  |                         |
| 4 | 4                    | «L'època grisa»       | Sense determinar | 14 de novembre de 2017  |
| A mitjans dels anys cinquanta, els èxits de la política exterior de Franco obren noves perspectives a Espanya. El seu govern torna a estar legitimat, però Espanya canvia. |                      |                       |                  |                         |
| 5 | 5                    | «Episodi 5»           | Sense determinar | 14 de novembre de 2017  |
| Cap cap d'Estat a Europa no s'ha mantingut mai al poder tant de temps com Francisco Franco. Qui era exactament l'ombrívol i astut dictador d'Espanya?                      |                      |                       |                  |                         |